# Kazimierz Straszewski

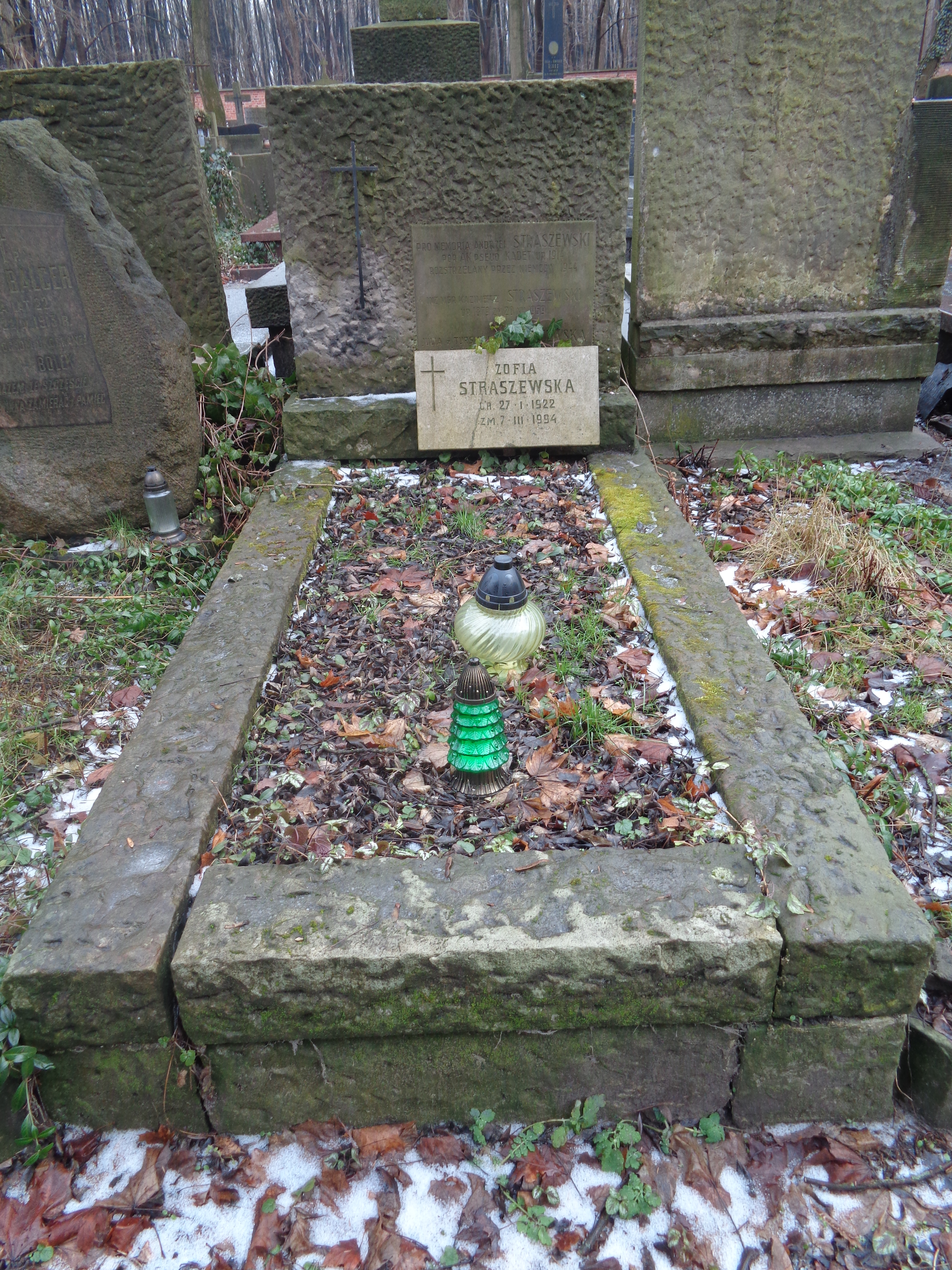
Grób Kazimierza Straszewskiego na cmentarzu Powązkowskim

Kazimierz Straszewski, h. Radwan (ur. 30 stycznia 1879 w Krakowie, zm. 20 grudnia 1959 w Warszawie) – inżynier elektryk i inżynier mechanik, wieloletni prezes i honorowy członek Stowarzyszenia Elektryków Polskich.

## Życiorys
Urodził się w rodzinie inteligenckiej. Był synem filozofa i prof. UJ Maurycego Straszewskiego i Marii z Sadowskich. Jego braćmi byli dyplomata Michał Straszewski (1876–1956) i Henryk Straszewski (1887–1944). Jego bratankiem był producent filmowy Ryszard Straszewski (1921–1996). Ukończył gimnazjum im. Króla Jana III Sobieskiego w Krakowie (1897) oraz Wydział Budowy Maszyn Szkoły Politechnicznej we Lwowie z dyplomem inżyniera mechanika (1902). Ukończył także z dyplomem inżyniera elektrotechnika Instytut Elektrotechniczny Montefiorego w Liège w Belgii (1902). Był poliglotą: znał języki: angielski, francuski, niemiecki, rosyjski i włoski, Następnie pracował w czeskiej fabryce liczników elektrycznych «Kriżik» w Pradze(1903), a potem w latach 1904–1907 w przedsiębiorstwach „Western Electric Co.” (Chicago), „Allis Chalmers” (Milwaukee) i „Westinghouse Electric Co.” (Pittsburgh) na terenie Ameryki Północnej. Po powrocie do kraju zamieszkał w Krakowie, gdzie był przedstawicielem koncernu „Siemens-Schuckert” na Galicję (1908–1912), a następnie dyrektorem Elektrowni Okręgowej Zagłębia Krakowskiego w Sierszy Wodnej koło Trzebini (1913–1920). Podczas jego kierowania tą elektrownią zwiększył jej moc wytwarzania prądu z 2,5 MW do 5 MW. Następnie był budowniczym i dyrektorem Elektrowni Okręgu Warszawskiego w Pruszkowie (1920–1946), której moc dzięki jego zaangażowaniu stale rosła z 8,5 MW w 1924 do 32,75 MW w 1935. Elektrownia pruszkowska po jej połączeniu z elektrownią miejską w Warszawie zasilała zachodnią część miasta i węzeł kolejowy warszawski.
Był także działaczem polskiego ruchu zawodowego inżynierów i techników – wziął udział w zjazdach techników polskich we Lwowie (1910) i Krakowie (1912). Członek założyciel Stowarzyszenia Elektryków Polskich (SEP) w 1919 r., prezes SEP w latach 1928–1929, 1930–1931, 1946–1948. Członek Honorowy SEP. Przyczynił się do połączenia z SEP Polskiego Komitetu Elektrotechnicznego i Stow. Radiotechników oraz do zakończenia prac nad statutem SEP (zatwierdzonym 5 I 1929). Doprowadził także do powstania, a następnie był przewodniczącym Biura Znaku Przepisowego SEP – który przyznawał znak jakości wyrobom polskiego przemysłu elektrotechnicznego. Działał także w Związku Elektrowni Polskich (ZEP), którego był prezesem w latach 1934 i 1938–1945. Współzałożyciel, a następnie działacz Union Internationale des Producteurs et Distributeurs d’Energie Electrique (UNIPEDE),
Podczas II wojny światowej pod niemieckim nadzorem nadal kierował elektrownią w Pruszkowie oraz pracował społecznie w dziale handlowym ZEP, Działał także w podziemiu, m.in. był członkiem zespołu powołanego przez Delegaturę Rządu na Kraj przygotowującego plan elektryfikacji Polski do 1956 roku. Podczas powstania warszawskiego żołnierz AK ps. Nałęcz. Prowadził m.in. nasłuch zagranicznych stacji radiowych i współpracował z pismem powstańczym „Baszta”.
Po wysadzeniu przez Niemców w styczniu 1945 elektrowni w Pruszkowie wiosną tego roku stanął na czele zespołu który zaczął ją odbudować, tak że w lipcu 1945 uruchomiono jej pierwszy turbozespół. Po powołaniu Centralnego Zarządu Energetyki (CZE) był jego dyrektorem naczelnym w latach 1946–1950. Był jednym z twórców planu budowy ogólnokrajowego systemu energetycznego i kierował opracowaniem zarysu trzyletniego Planu Elektryfikacji Kraju. W styczniu 1950 jako element politycznie niepewny został odwołany i przeniesiony na stanowisko doradcy techniczno-ekonomicznego oraz kierownika Biura Współpracy Gospodarczej CZE. Potem był wiceprzewodniczącym Rady Technicznej CZE (1951–1958). Kierował także pracami sekretariatu Rady Naukowo-Technicznej Ministerstwa Energetyki oraz Polskiego Komitetu Światowej Konferencji Energetycznej oraz uczestniczył w pracach Komitetu Elektryfikacji Polski Polskiej Akademii Nauk. W 1958 przeszedł na emeryturę.
Po 1945 kontynuował też poprzednią działalność stowarzyszeniową, przede wszystkim w SEP, którego był w latach 1946–1947 po raz trzeci przewodniczącym, a potem I wiceprzewodniczącym (1947–1949), a następnie przewodniczącym Komisji Rewizyjnej (1949–1950).
Od 1913 żonaty z historyczką Kazimierą Julią z Turskich (1890–1985). Mieli troje dzieci: syna por. AK Andrzeja (1914–1944) i dwie córki: Zofię Straszewską (1922–1994), ppor. AK, ps. „Magdalena” i inż. rolnictwa, oraz Małgorzatę Janowską (1923–2006), żołnierza AK, ps. „Dorota” architektkę. 
Zmarł w Warszawie, pochowany na cmentarzu Powązkowskim (kwatera 302-2-5).

## Ordery i odznaczenia
- Krzyż Komandorski Orderu Odrodzenia Polski (1958)
- Krzyż Oficerski Orderu Odrodzenia Polski (25 czerwca 1946)[5]
- Złoty Krzyż Zasługi (1947)
- Medal 10-lecia Polski Ludowej (15 stycznia 1955)[6]
- Złota Odznaka Honorowa SEP[1]
- Złota Odznaka Honorowa Naczelnej Organizacji Technicznej[1]